# Liste der Bodendenkmäler in Eisingen (Bayern)
Auf dieser Seite sind die Bodendenkmäler in der unterfränkischen Gemeinde Eisingen zusammengestellt. Diese Tabelle ist eine Teilliste der Liste der Bodendenkmäler in Bayern. Grundlage ist die Bayerische Denkmalliste, die auf Basis des Bayerischen Denkmalschutzgesetzes vom 1. Oktober 1973 erstmals erstellt wurde und seither durch das Bayerische Landesamt für Denkmalpflege geführt wird. Die folgenden Angaben ersetzen nicht die rechtsverbindliche Auskunft der Denkmalschutzbehörde.

## Bodendenkmäler in Eisingen
| Lage                                | Objekt | Akten-Nr.     | Bild |
| ----------------------------------- | --- | ------------- | ---- |
| (Standort)                          | Siedlung der Linearbandkeramik und des Mittelneolithikums sowie merowingerzeitliche Reihengräber.                                                                                | D-6-6224-0016 |      |
| (Standort)                          | Siedlung des Mittelneolithikums. | D-6-6224-0017 |      |
| (Standort)                          | Siedlung der Hallstattzeit. | D-6-6224-0057 |      |
| Pfarrer-Henninger-Weg 13 (Standort) | Archäologische Befunde im Bereich der neuzeitlichen katholischen Pfarrkirche St. Nikolaus von Eisingen mit mittelalterlichen Vorgängerbauten und Körperbestattungen im Kirchhof. | D-6-6224-0073 |      |
| (Standort)                          | Spätmittelalterliche Hofwüstung Außenbach. | D-6-6225-0123 |      |
| (Standort)                          | Siedlung der Linearbandkeramik. | D-6-6225-0124 |      |
| (Standort)                          | Archäologische Befunde im Bereich des teilweise wüst gefallen mittelalterlichen Erbachhofes, ehemals mit Burg und Kirche                                                         | D-6-6225-0306 |      |